# Nurecká přehradní nádrž
Nurecká přehrada (tádžicky Нерӯгоҳи обии Норак) je přehradní nádrž na území Horního Badachšánu v Tádžikistánu. Přehradní jezero má rozlohu 98 km². Je 70 km dlouhé a maximálně 1 km široké. Průměrná hloubka je 107 m. Má objem 10,5 km³.

## Hráz

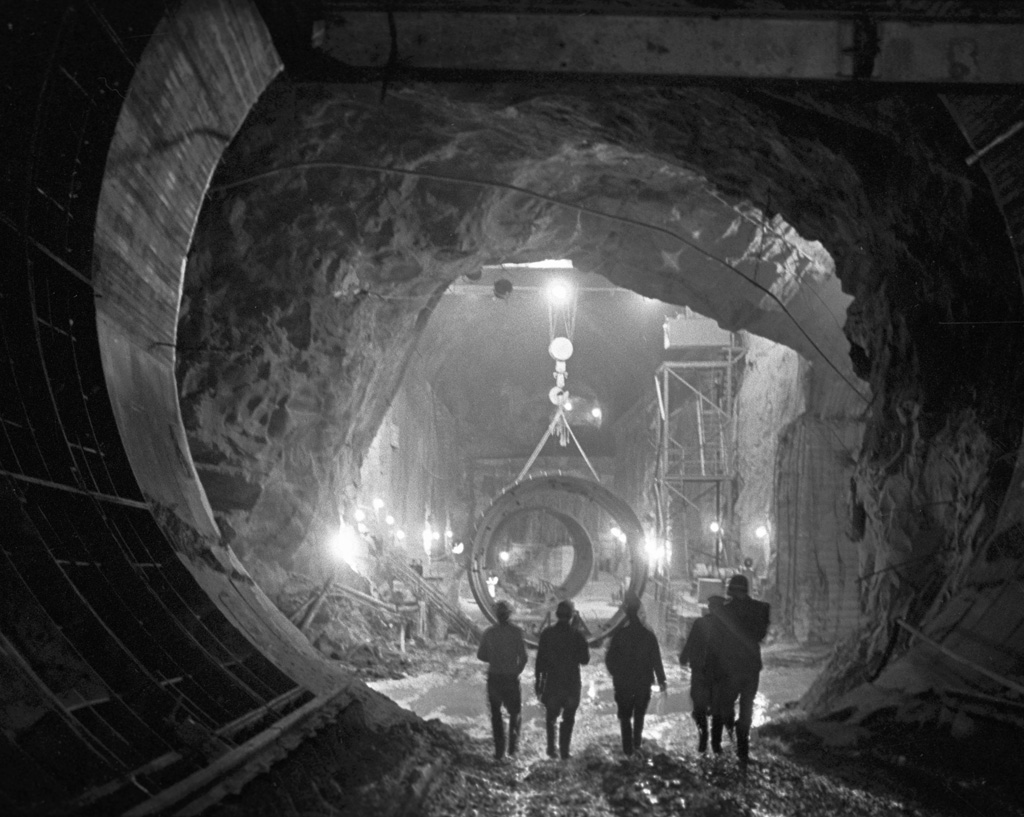
Vsevolod Sergejevič Tarasevič: Stavba Nurecké vodní elektrárny, pracovníci v tunelu, kterým voda odtéká z nádrže k přehradě elektrárny, Tádžikistán, 1970

Výškou hráze 304 m je druhá nejvyšší na světě, o 1 metr nižší než přehrada Ťin-pching I. Obě měly být překonány Rogunskou přehradou, která měla mít výšku 335 m, ale nebyla nikdy dokončena.

## Vodní režim
Přehradní jezero na řece Vachš za hrází Nurecké vodní elektrárny se začalo zaplňovat v roce 1972. Úroveň hladiny kolísá v rozsahu 53 m. Reguluje sezónní kolísání průtoku.

## Využití
Regulace průtoku řeky a zvednutí úrovně vody o 304 m umožňuje dodatečně zavlažovat přibližně 1 milionu ha území Karšinské a Kyzylkumské stepi a Dangarinské planiny. Zlepšuje také podmínky pro vodní dopravu na dolním toku Vachše a na Amudarji.